# Arkadiusz Marcinkowski
Arkadiusz Mieczysław Marcinkowski (ur. 4 stycznia 1970 w Sulechowie) – polski malarz, twórca grafik, wykładowca, profesor zwyczajny nauk o sztukach pięknych mianowany przez prezydenta Andrzeja Dudę.

## Życiorys
W 1989 ukończył Liceum Sztuk Plastycznych w Szczecinie. W 1991 rozpoczął studia w Państwowej Wyższej Szkole Sztuk Plastycznych w Poznaniu. W okresie 1995–1996 studiował w Holandii. W 1996 uzyskał dyplom magistra sztuki z malarstwa w pracowni prof. Jana Świtki i z edukacji artystycznej u prof. Tomasza Maruszewskiego. Po ukończeniu studiów rozpoczął w Poznaniu aktywną działalność zawodowo-artystyczną. Organizował wystawy grafiki i malarstwa sztalugowego, brał udziałw ekspozycjach za granicą, m.in. w Japonii, gdzie miał wystawy w galeriach Tokio, Osaki i Kobe. 
W 1997 rozpoczął pracę w Wyższej Szkole Sztuki Stosowanej Schola Posnaniensis w Poznaniu jako asystent w pracowni malarstwa i rysunku. W 1999 stworzył identyfikację wizualną Poczty Polskiej, która jest obecnie wdrażana w całym kraju. W 1996 zakończył pracę w WSSS i został pracownikiem dydaktyczno-naukowym Wydziału Artystycznego Wyższej Szkoły Umiejętności Społecznych w Poznaniu, gdzie prowadzi pracownię rysunku. Od 2006 do 2014 członek zarządu Okręgu Poznańskiego Związku Polskich Artystów Plastyków. Od 2009 członek japońskiej organizacji artystycznej A-21 z siedzibą w Osace. Zatrudniony na stanowisku profesora zwyczajnego na Akademii Sztuki w Szczecinie, gdzie jest dziekanem Wydziału Grafiki. W 2020 roku uzyskał stopień Profesora Zwyczajnego. Pełni funkcje Prorektora w Wyższej Szkole Umiejętności Społecznych w Poznaniu oraz Dziekana w Akademii Sztuk Pięknych w Szczecinie.